# Geophis pyburni
Geophis pyburni là một loài rắn trong họ Rắn nước. Loài này được Campbell & Murphy mô tả khoa học đầu tiên năm 1977.